# Al-Saadastadion
Het Al-Saadastadion (Arabisch: أستاد السعادة) is een multifunctioneel stadion in het noorden Salalah, een plaats in Oman. Het staat ook bekend als Al-Saada Sportscomplex (Arabisch: استاد السعادة\مجمع السعادة الرياضي).
De bouw van het stadion was tussen 2006 en 2009. Het werd geopend op 23 februari 2009. Het is gerenoveerd in 2010 en 2011. In het stadion is plaats voor 8.000 toeschouwers. Bij de opening van het stadion was er plek voor 12.000 toeschouwers. Dit aantal is teruggebracht bij de renovatie van 2010. Alle staanplaatsen werden verwijderd en na de renovatie waren er alleen zitplekken.

## Gebruik
Het stadion wordt vooral gebruikt voor voetbalwedstrijden, de voetbalclubs Dhofar Club en Al-Nasr SC maken gebruik van dit stadion. Op 12 augustus 2009 vond er een vriendschappelijke interland plaats tussen Oman en Saoedi-Arabië.

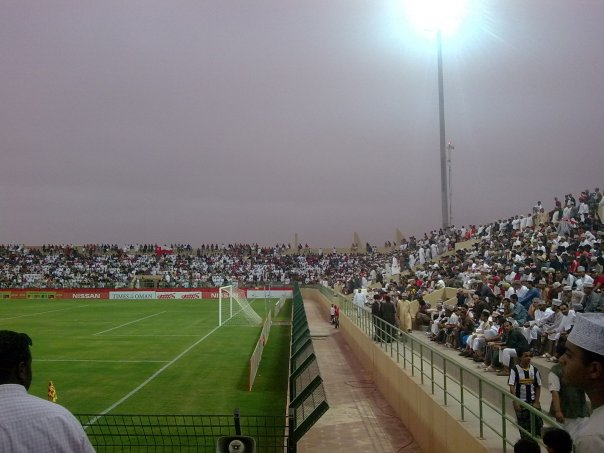
Afbeelding van de vriendschappelijke interland tussen Oman en Saoedi-Arabië (2009).